# 克萊爾·奧尼爾
克莱尔·艾伦·奥尼尔（英語：Clare Ellen O'Neil，1980年9月12日—）是澳大利亚政治家，为现任内政部长和网络安全部长 ，為是澳大利亚工党黨員，自2013年以来一直是澳洲众议院议员，代表维多利亚州的霍瑟姆选区。
2004年，23岁的奥尼尔当选为澳大利亚大丹頓農市市长，成为澳大利亚史上最年轻的女市长。在进入联邦议会之前，她曾在麦肯锡公司担任经理。2013年，奥尼尔在联邦大選中当选成为澳洲聯邦議會议员。2016年，她被反对党领袖比爾·薛頓任命为影子部长。 2019年，在安東尼·艾巴尼斯接替肖顿成为工黨领袖后，她继续担任影子内阁成员。
2022年澳洲聯邦大選後，工黨勝出，克萊爾·奧尼爾獲委任為內政部長兼網絡安全部長。